# Turmbahn am Toelleturm

Die Turmbahn

Die Turmbahn, Gesamtensemble

Die Turmbahn am Toelleturm war ein Aussichtsturm in Barmen, heute ein Stadtteil von Wuppertal. Die Turmbahn wurde ursprünglich für die Berliner Gewerbeausstellung 1896 gebaut. Danach stand sie zwischen 1897 und 1908 in Barmen und anschließend noch einige Jahre in Köln-Lindenthal.

## Geschichte
Nachdem 1894 der Anschluss der Barmer Bergbahn an Lichtenplatz erfolgte und der Unternehmer Adolf Vorwerk 1892 das Barmer Luftkurhaus am Toelleturm errichten ließ, erwarb er nach der Berliner Gewerbeausstellung 1896 die sogenannte „Turmbahn“ und ließ sie 1897 in der Nähe des Luftkurhauses errichten. Die Turmbahn war ein Aussichtsturm, um den sich ein elektrisch betriebener Fahrkorb spiralförmig hochwand. Zu dem rund 50 (nach anderer Quelle 60) Meter hohen Turm gehörte auch ein Café. Der Turm wurde von Bruno Möhring konstruiert.
Die Turmbahn wurde bereits 1908 in Barmen wieder abgebaut, auf dem Gelände befinden sich heute Tennisplätze.
Die elektrische Turmbahn wurde anschließend für einige Jahre in Köln-Lindenthal aufgebaut.